# Warcraft II: Tides of Darkness
Warcraft II:Tides of Darkness је наставак популарне рачунарске игре Warcraft: Orcs & Humans, коју је развио Близард и издао децембра 1995. Игра је одлично примњена код критике, освојила велики број награда током 1996. године и продата у више од два милиона примерека. Играч може да игра или кампању Орка или људи у замишљеном средњовековном свету по имену Азерот.
Оригинално писана за MS-DOS, али постоји и верзија и за Mac OS, која је изашла 1996 године. Близард је такође издао додатак Warcraft II: Beyond the Dark Portal 30. априла 1996. Касније је Близард такође издао и верзију за -{Windows. Промене су настале када је Бетл.нет настао, дозвољавајући играчу да игра преко интернета.
Игра има кампању за једног играча за сваку страну и мултиплејер за онлајн играња на регуларним мапама и мапама коју су направили играчи.

## Прича
Прича је у оквиру борбе на различитим местима и развијањем трупа, што је и обично за ранијим стратегија у реалном времену. Игра је смештена шест година после пада Азерота у Warcraft: Orcs & Humans. Орци су одлучили да покоре земље на северу и да Лордоран постане њихово ново царство, битке које ће се одиграти биће познатије као Други рат.
Орци тј. Хорда је припремила нову инвазију на људе. Преживели са Азерота су побегли у Лордоран и заједно су се удружили фомрирајући „Савез“ да би се одбранили од Хорде. Удружили су се са виловњацима из Келфаласа и патуљцима из Каз Модана. „Савез“ је покушавао да сузбије „Хорду“ на југу, али је Келфаласа и Каз Модан нападнут. Постепено је „Савез“ одбијао „Хорду“, али их је издала Нација Алтерак, која је почела да ради са „Хордом“.
И сама „Хорда“ је постала подвојена када је Гулдан заједно са Стормривер кланом отишао да тражи Саргерасову гробницу, што је ослабило „Хорду“ на фронту.
Најзад „Савез“ је потиснуо „Хорду“ до њихове главне базе у Блекрок торњу, у бици код које су изгубили њиховог војсковођу Анудиана Лотара. Коначна битка се одиграла код Мрачног Портала, пролаза између Азерота и родне планете оркова Дренора. Арчмејџ Кадгар је уништио портал, али није запечатио пролаз између два света (ово ће омогућити Нерзулу да лансира нову инвазију у наставку Warcraft II: Beyond the Dark Portal). Орци који нису побегли на Дренор били су убијени или заробљени у специјалним камповима. Вођа „Хорде“ Огрим Думхамер је нестао.

## Начин игре
Warcraft: Orcs & Humans је стратегија у реалном времену (СТВ). Један играч представља људске становнике Лордорана и њихових савезника, а други инвазиону војску Орка са Дренора и њихових савезника. Ове две стране покушавају да униште једна другу, скупљајући ресурсе и стварањем јединица. Такође обе стране морају да се пазе дивљих чудовишта, али их некад могу користити и као јединице. Игра је смештена у средњовековном свету са елементима фантазије. Обе стране имају пет врста јединица: јединица за борбу из близине, јединице за борбу из даљине, бродове, ваздушне јединице и бацаче магија.